# Puntius pugio
Puntius pugio är en fiskart som beskrevs av Kullander 2008. Puntius pugio ingår i släktet Puntius och familjen karpfiskar. IUCN kategoriserar arten globalt som livskraftig. Inga underarter finns listade i Catalogue of Life.